# 横瀬景繁
横瀬 景繁（よこせ かげしげ）は、室町時代後期から戦国時代にかけての武将。横瀬氏6代当主。岩松氏の重臣で筆頭家老。

## 生涯
横瀬成繁の子として誕生。父・成繁の死に伴い横瀬氏の家督を継ぐ。
長享元年（1487年）からの長享の乱では山内上杉家方に属し、永正元年（1504年）の武蔵国立河原の戦いでは岩松昌純の名代として出陣している。その後も山内上杉家の内紛（永正の乱）に介入し、上杉憲房・長尾景長について上杉顕実・長尾顕方・成田顕泰と戦うなどして、次第に主家を圧倒する存在となっていった。永正11年（1514年）には上洛し、室町幕府10代将軍・足利義稙に謁見している。この横瀬氏と足利長尾氏の強力な連携は、後に長尾顕長誕生の布石となったと考えられている。後に出家して宗功と称した。
没年月日には永正17年（1520年）2月20日説と大永2年（1522年）2月20日説がある。跡を嫡男・泰繁が継いだ。
大永3年（1523年）12月、武蔵須賀合戦で戦死し、子・国経が継いだとする記録もある。ただし『群馬県史 通史編3』による「由良文書」の考証によると、由良家の伝承に誤りがあり、須賀合戦の時期は康正元年（1455年）、戦死したのは貞国だといい、国経の経歴などは景繁のものだとされる。またこのような経歴の錯誤から国経を景繁の別名とみなす場合もある。